# Behálózva (film, 2016)
A Behálózva (eredeti cím: I.T.) 2016-ban bemutatott  amerikai–francia–ír–svájci film, amelyet John Moore rendezett. A forgatókönyvet Dan Kay és William Wisher Jr. írta, a zenéjét Tim Williams szerezte, a producerei Craig J. Flores, Beau St. Clair és David T. Friendly voltak, a főszerepeket Pierce Brosnan, James Frecheville, Anna Friel, Stefanie Scott és Michael Nyqvist játszották. A Voltage Picturesg készítette, a RLJ Entertainment forgalmazta. Műfaját tekintve bűnügyi film, misztikus film, filmdráma és thriller film.
Amerikában 2016. szeptember 23-án mutatták be a mozikban.
A film általánosságban negatív értékeléseket kapott a kritikusoktól. A Metacritic oldalán a film értékelése 27% a 100-ból, ami 11 véleményen alapul. A Rotten Tomatoeson a Behálózva 10%-os minősítést kapott, 39 értékelés alapján.

## Cselekmény
Mike Regan (Pierce Brosnan) sikeres légi-közlekedési iparmágnás, aki technikai fejlesztéssekkel foglalkozik. Csúcstechnológiával felszerelt házában feleségével, Rose-zal (Anna Friel) és 17 éves lányukkal, Kaitlynnel (Stefanie Scott) él. Mike cégénél egy "Omni Jet" nevű alkalmazást fejlesztenek, amely jelentős üzleti sikernek ígérkezik. A fejlesztéshez szükséges tőkét részvénykibocsátással igyekeznek előteremteni. Ehhez azonban szükség van az Értékpapír- és a Tőzsdebizottság (SEC) jóváhagyására. A cégnél Mike találkozik egy 28 éves IT-szakértővel, Ed Porterrel (James Frecheville), és elhívja az otthonába, hogy megjavítsa a WIFI-jük jelerősségét, a lánya ugyanis panaszkodott a lassúságára. Porter ezenkívül frissíti a Mike autójába szerelt GPS-t is, és közben elmondja, hogy dolgozott az NSA-nél, továbbá részt vett egy kandahári katonai akcióban is. Mike meghívja Portert egy családi grillezésre.
Porter megismerkedik Kaitlynnel, és kapcsolatba lép vele a közösségi médián keresztül, ám Mike dühös lesz a srácra, miután egy nap Kaitlyn meghívja őt a házukba. Ez véget vet Porter ígéretesen induló karrierjének is a cégnél. Az elkeseredett férfi távolról elkezd hozzáférni Mike privát adataihoz, beleértve a ház informatikai rendszereit is. Megfigyeli a családot a ház biztonsági kameráin és eszközein keresztül. A lányuk után már korábban is kémkedett, még mielőtt megismerkedtek volna, és a laptopján keresztül rögzítette, ahogyan a lány maszturbál a zuhany alatt. Porter hamis e-maileket küld Mike ügyfeleinek, valamint a SEC-nek, ezzel súlyosan veszélyeztetve a vállalat fennmaradását. Továbbá teljes mértékben átveszi a ház technikájának irányítását, rémületbe kergetve a családot. Hamis e-mailt küld Rose orvosa nevében a nő mammográfiás eredményéről, amely azt állítja, hogy mellrák-szűrése pozitívnak bizonyult. Rose teljesen elkeseredik, de az igazság rövidesen kitudódik, ugyanis az orvos telefonál, hogy a vizsgálati eredmény valójában negatív lett és nincs oka aggodalomra. Miután Mike minderre rájön, megtámadja Portert a férfi házánál, és megfenyegeti, hogy meg fogja ölni, ha nem marad távol a családjától.
Mike segítséget kér az egyik legjobb biztonsági-hálózat szakértőtől, Henriktől (Michael Nyqvist). Henrik kijelenti, hogy Mike-nak meg kell semmisítenie valamennyi intelligens technológiát a házban, és törölni kell az e-maileket, bankszámlákat és a számítógépes fájlokat. Azt is kideríti, hogy Porter valódi neve Richard Edward Portman és az apja öngyilkosságot követett el még hat éves korában, továbbá soha nem dolgozott az NSA-nél, az a fotó pedig, amelyet Mike-nak mutatott a kandahári katonákkal, nem valódi. Annak érdekében, hogy Mike bizonyítékot szerezzen a lakásból, ahol Porter él, el kell távolítaniuk őt otthonról. Henrik egy kávézó pincérnőjétől, akivel Porter korábban szemezett és beszélgetett, ellopja a telefonját. Amíg Portert hamis üzenettel elcsalják otthonról, Mike-nak sikerül megszereznie a bizonyítékokat tartalmazó pendrive-okat, ám amint Porter rájön, hogy ez elterelés, rögtön hazasiet. Otthon felismeri, hogy a menekülő maszkos férfi Mike. Mike beviszi a megszerzett meghajtókat a rendőrségre, ám közben az összevert Porter (magát verte össze) szintén odamegy, azt állítva, hogy Mike tette ezt vele. Mike-ot őrizetbe veszik.
Miután a rendőrség elengedi, Mike hazasiet, hogy megkeresse Kaitlynt és Rose-t. A két nő megkötözve ül a kanapén – Porter fegyvert fog rájuk. Hamarosan küzdelem alakul ki a két férfi között. Mike-nak sikerül legyőznie Portert, aki súlyosan beveri a fejét a lépcső szélébe, haldoklik. Mike a mellkasához tartja a fegyvert, de Rose azt kéri Mike-tól, hogy ne lője le. A távolból halljuk a megérkező rendőrautók szirénáját.
A film zárójelenetében a cég alkalmazottai ünneplik Mike-ot és családját a kifejlesztett alkalmazás sikeréért. A házukban már helyreállt a rend.

## Szereplők
| Szereplő      | Színész           | Magyar hang    |
| ------------- | ----------------- | -------------- |
| Mike Regan    | Pierce Brosnan    | Kautzky Armand |
| Rose Regan    | Anna Friel        | Németh Borbála |
| Kaitlyn Regan | Stefanie Scott    | Hermann Lilla  |
| Ed Porter     | James Frecheville | Fehér Tibor    |
| Henrik        | Michael Nyqvist   | Rosta Sándor   |